# Église Notre-Dame-de-l'Assomption de Calas
Pour les articles homonymes, voir Église Notre-Dame.
L'église Notre-Dame-de-l'Assomption, est une église de style roman située à Calas, petit village de la commune de Cabriès dans le département des Bouches-du-Rhône en France.

## Histoire
L'autel majeur est une réduction de l'ancien autel de la cathédrale Saint-Sauveur à Aix-en-Provence.
Devant l'église se dresse la statue de Monseigneur Imbert évêque de Corée, ayant habité Calas, au domaine de Labory, sculptée par Hippolyte Ferrat.
Elle a été bâtie de 1866 à 1869 par monsieur Huot, architecte, sous l'administration de monsieur Guitton, curé fondateur sous l'impulsion de madame Louise Garavaque bienfaitrice du hameau de Calas. 

## Architecture
De style grec et possédant trois nefs.